# Araneus mertoni
Araneus mertoni là một loài nhện trong họ Araneidae.
Loài này thuộc chi Araneus. Araneus mertoni được Embrik Strand miêu tả năm 1911.